# Jonathan Jackson (politico)
Jonathan Luther Jackson (Chicago, 7 gennaio 1966) è un politico statunitense, membro della Camera dei Rappresentanti per lo stato dell'Illinois dal 2023 e figlio del politico e reverendo Jesse Jackson.

## Biografia
Jackson è nato a Chicago ed è il figlio del noto attivista per i diritti civili Jesse Jackson. Il suo padrino fu Martin Luther King, da cui prese il secondo nome Luther. Jackson ha cinque fratelli tra cui l'ex deputato Jesse Jackson, Jr.
Ha frequentato la Whitney M. Young Magnet High School di Chicago e si è laureato in economia alla North Carolina A&T State University ottenendo poi un MBA alla Northwestern University di Evanston in Illinois.
Dopo aver affiancato il padre in numerose missioni come quella in Siria per la liberazione del pilota Bobby Goodman, a Cuba per la trattativa per la liberazione di 22 prigionieri americani e in Venezuela e aver condotto diverse battaglie come quella contro la chiusura di alcune scuole pubbliche di Chicago e per la liberazione di detenuti oggetto di controverse vicende giudiziarie come Darrell Cannon, Oscar Walden e Johnnie Lee Savory, nel 2022 si candida per la prima volta alla Camera dei Rappresentanti per il primo distretto dell'Illinois dopo il ritiro di Bobby Rush. Jackson si presenta come progressista, ottenendo l'endorsement di Bernie Sanders e altre figure dell'ala più progressista del partito, e vince delle affollate primarie democratiche con circa il 30% dei voti, vincendo poi di gran lunga le elezioni generali di novembre come ampiamente previsto data la connotazione fortemente democratica del distretto comprendente la parte sud di Chicago e alcuni suoi sobborghi.